# Sidi Smail
Sidi Smail (àrab: سيدي سماعيل, Sīdī Smāʿīl; amazic estàndard marroquí: ⵙⵉⴷⵉ ⵙⵎⴰⵄⵉⵍ) és una comuna rural de la província d'El Jadida, a la regió de Casablanca-Settat, al Marroc. Segons el cens de 2014 tenia una població total de 28.733 persones.

## Demografia
| Any      | 1994   | 2004   | 2014   |
| Població | 22.713 | 24.569 | 28.733 |